# 紙屋高雪
紙屋 高雪（かみや こうせつ、1970年 - ）は、日本のブロガー、マンガ評論家、元日本共産党職員。漫画評・書評サイト「紙屋研究所」の管理人。
紙屋高雪はペンネームで、本名は神谷 貴行（かみや たかゆき）。

## 経歴・人物
愛知県西尾市の出身、2018年時点で福岡市西区在住。京都大学法学部を1995年に卒業。自らをコミュニスト、左翼としている。
「漫画を通じて人生観、恋愛観、労働観、政治観を語る」ことをテーマとした評論を行っている。町内会長を務めた経験から、町内会・自治会についての著書もある。
かつて日本共産党系全学連の中央執行委員長だった。共産党東京都委員会職員を経て、2018年11月時点で共産党福岡市議団事務局長。
2018年11月、福岡市長選挙に無所属（日本共産党推薦）で立候補し、現職高島宗一郎（支持：自民党）のロープウェー構想などを批判したが落選した。
「ご飯論法」の命名者であり、2018年の新語・流行語大賞に「ご飯論法」がトップテンに選出された際、上西充子とともに受賞者の一人として表彰された。
2024年2月まで、日本共産党の福岡県委員を務めていた。同年8月16日、日本共産党から6日付で除籍され、党福岡県委員会から16日付で解雇されたことを自身のXで明らかにした。党首公選制を訴えて除名されたジャーナリストの松竹伸幸の処分見直しを県委員会内で主張し、党内議論の内容をブログで公表したとして規約違反に問われていた。20日、除籍・解雇に対する反論記事をブログに掲載。党側は除籍理由について「神谷が日本共産党員としての資格を自ら喪失した」と説明。16日に面談した際、神谷から「承服できない」との意思表示があったとしつつ、除籍理由への「反論はなかった」と主張した。同年11月12日、党員・党職員としての地位確認を求めて東京地裁に提訴した。また、党福岡県委員会からパワハラを受けたなどとして、党側に約983万円の損害賠償を請求した。

## 著書
- 『オタクコミュニスト超絶マンガ評論』築地書館、2007年11月
- 『理論劇画 マルクス資本論』かもがわ出版、2009年4月（「構成・解説」として参加）
- 『超訳マルクス―ブラック企業と闘った大先輩の言葉』かもがわ出版、2013年10月（マルクスの第一インターナショナル関連文書の抄訳）
- 『“町内会”は義務ですか? ~コミュニティーと自由の実践~』小学館、2014年10月
- 『マンガの「超」リアリズム』花伝社、2018年4月
- 『不快な表現をやめさせたい!? こわれゆく「思想の自由市場」』かもがわ出版、2020年3月